# Myxodes viridis
Myxodes viridis är en fiskart som beskrevs av Valenciennes, 1836. Myxodes viridis ingår i släktet Myxodes och familjen Clinidae. Inga underarter finns listade i Catalogue of Life.